# (34615) 2000 UQ27
2000 UQ27 (asteroide 34615) é um asteroide da cintura principal. Possui uma excentricidade de 0.12441210 e uma inclinação de 10.57676º.
Este asteroide foi descoberto no dia 24 de outubro de 2000 por LINEAR em Socorro.